# Billy Bell (Eishockeyspieler)
William Edward Bell (* 10. Juni 1891 in Lachine, Québec; † 3. Juni 1952 in Pointe-Claire, Québec) war ein kanadischer Eishockeyspieler, der während seiner aktiven Karriere zwischen 1909 und 1924 unter anderem für die Montreal Wanderers, Canadiens de Montréal und Ottawa Senators in der National Hockey League auf der Position des Centers gespielt hat.

## Karriere
Bell spielte zwischen 1909 und 1913 in diversen Amateurklubs in der Region Montreals, ehe er in der Saison 1913/14 erstmals in der National Hockey Association für die Montreal Wanderers auflief. Im folgenden Spieljahr gehörte Bell zum Kader des Ligakonkurrenten Ottawa Senators, den er aber alsbald wieder verließ und zu den Wanderers zurückkehrte. Mit diesen wechselte er zur Saison 1917/18 auch in die neu gegründete National Hockey League.  Kurz nach dem Saisonstart mussten die Wanderers den Spielbetrieb letztlich aber einstellen, da ihre Spielstätte bei einem Feuer auf die Grundmauern abgebrannt war. Via eines Dispersal Drafts gelangte der Center im Januar 1918 zum Stadtrivalen Canadiens de Montréal, für den er bis 1922 sporadisch spielte und in der Spielzeit 1919/20 komplett aussetzte.
Erst mit dem erneuten Wechsel im Januar 1922 zu den Ottawa Senators, die seine Dienste aufgrund des vorangegangenen Wechsels von Sprague Cleghorn nach Montréal als Kompensation für den Rest der Spielzeit erhielten, lief Bell öfter in der NHL auf. Bereits zur Saison 1922/23 kehrte der Stürmer wieder zu den Habs zurück, mit denen er 1924 den Stanley Cup gewann. 

## Erfolge und Auszeichnungen
- 1924 Stanley-Cup-Gewinn mit den Canadiens de Montréal